# 2002년 동계 올림픽 푸에르토리코 선수단
2002년 동계 올림픽 푸에르토리코 선수단은 미국 솔트레이크시티에서 개최된 2002년 동계 올림픽에 참가한 올림픽 푸에르토리코 선수단이다. 남자 선수 두 명이 출전하였으며, 한 종목에만 출전 자격을 얻었다.
동계 올림픽 대회 출전으로는 6번째 참가이며, 이 대회를 끝으로 푸에르토리코는 동계 스포츠를 관장하는 여러 국제 스포츠 연맹에서 탈퇴해 한동안 동계 올림픽에 출전하지 못했었다. 그러다가 2018년 평창 동계 올림픽부터 다시 참가하게 되었다.

## 봅슬레이
당초 푸에르토리코는 봅슬레이 종목에 두 선수를 내보낼 예정이었으나, 선수 중 한 명이 푸에르토리코 올림픽 위원회의 출전 자격 규정을 충족하지 못한 것이 뒤늦게 알려지면서 경기에 나가지 못했다. 올림픽이 끝난 뒤 푸에르토리코 올림픽 위원회는 자국  동계 스포츠 연맹 승인을 취소하였고, 결과적으로는 동계 올림픽에 출전할 자격을 얻더라도 올림픽 대회에는 나가지 못하는 상황이 되었다. 이 같은 처지는 2006년 대회부터 2014년 대회까지 수년간 이어지다가 2018년 동계 올림픽부터 동계 스포츠 연맹에 대한 임시 승인을 통해 출전이 가능해지면서 끝을 내게 되었다.
남자
| 썰매  | 선수                            | 종목  | 1차  | 1차  | 2차  | 2차  | 3차  | 3차  | 4차  | 4차  | 총합 | 총합 |
| 썰매  | 선수                            | 종목  | 시간 | 순위 | 시간 | 순위 | 시간 | 순위 | 시간 | 순위 | 시간 | 순위 |
| ----- | ------------------------------- | ----- | ---- | ---- | ---- | ---- | ---- | ---- | ---- | ---- | ---- | ---- |
| PUR-1 | 미카엘 곤살레스 마누엘 레폴레트 | 2인승 | DNS  | –    | –    | –    | –    | –    | –    | –    | DNS  | –    |

## 참조
- (영어) 올림픽 공식 결과 보관됨 2012-02-04 - 웨이백 머신